# Sorkar
Sorkar (Arvicolinae) är en underfamilj till familjen Cricetidae i ordningen gnagare. I underfamiljen finns cirka 150 arter.

## Kännetecken
Det finns flera olika sorters sorkar, exempelvis ängssorkar och åkersorkar. Sorkarna varierar betydligt i storlek; de flesta arter som förekommer i Sverige är mindre än fjällämmeln som blir 16 cm lång och väger upp till 130 g; vattensorken kan bli 23 cm lång och väga över 300 g, medan bisam kan bli 40 cm lång och väga 2 kg. Sorkarna är vanligtvis grå till bruna till färgen med mörkbruna ögon.
De flesta sorkar är råttlika djur med klumpig kroppsform och med dolda eller bara obetydligt synliga öron och mer eller mindre kort hårbeklädd svans. Bisam är mer bäverlik med kal, tillplattad svans. Endast den oslitna kindtanden har en tandkrona med knölar, som snart nöts bort. På det viset blir kronan flat och kindtänderna kommer att verka som sammansatta av tresidiga prismor med avrundade hörn.
Svansen är medelstor till kort och är ofta glest täckt med hår. Vid de främre fötterna finns fyra eller fem tår (beroende på art) och vid de bakre fötterna alltid fem tår.

## Utbredning och habitat
Sorkar förekommer i Eurasien och Nordamerika. De föredrar habitat med lösa jordarter där de lätt kan skapa sina tunnelsystem. Några sorkar lever ovanpå marken i gräsmarker eller på träd.

## Levnadssätt
Sorkarna är övervägande växtätare; bär, nötter, rötter och frukt ingår på menyn.  Flera sorkar tar även animalisk föda som insekter, maskar, mollusker, och, för de större arterna, även mindre ryggradsdjur. 
Många sorkar är anpassade till att leva i underjordiska gångar. Deras bon är bäddade med torrt gräs, mossa och löv.  Några samlar också vinterförråd. De får ungar flera gånger om året. Ofta orsakar de stor skada för människan genom att de äter säd och andra kulturväxter. Sorkar är viktig föda för rovdjur och rovfåglar.
När sorkar gräver skapar de jordhögar som påminner om mullvadens kullar. Mullvadens jordhögar är större och mera runda.

## Systematik
I vissa zoologiska avhandlingar finns det vetenskapliga namnet Microtinae för underfamiljen men namnet är yngre och bör inte användas. Flera äldre verk klassificerar sorkar som familj och ofta blandades de ihop med andra grupper av gnagare. Nyare undersökningar av arternas DNA visade att sorkar är en monofyletisk grupp. På grund av dessa studier antas att de utgör systergruppen till hamstrar.

### Släkten och arter efter tribus (urval)
- Tribus Arvicolini
  - Vattensorkar eller jordsorkar (Arvicola)
  - Åkersorkar Microtus
  - Neodon
  - Amerikansk grålämmel (Lemmiscus)
  - Blanfordimys
  - Chionomys
  - Lasiopodomys
  - Phaiomys
  - Proedromys
  - Volemys
  - Grålämlar (Lagurus)
  - Eolagurus
- Tribus Ondatrini
  - Ondatra
    - bisam
- Tribus Myodini
  - Arborimus
  - Phenacomys
  - Europeisk bergssork (Dinaromys)
  - Hyperacrius
  - Asiatiska bergssorkar (Alticola)
  - Eothenomys
  - Skogssorkar (Clethrionomys eller Myodes)
- Tribus Prometheomyini
  - Mullvadssork Prometheomys, en art
- Tribus Ellobiini
  - Mullvadslämlar (Ellobius)
- Tribus Lemmini - Lämlar
  - Myrlämlar Synaptomys
  - Äkta lämlar Lemmus
    - fjällämmel

  - Myopus
    - skogslämmel
- Tribus Neofibrini
  - Floridavattenråtta (Neofiber)
- Tribus Dicrostonychini
  - Halsbandslämlar Dicrostonyx